# Shaojiwa
Shaojiwa är en sjö i Kina. Den ligger i provinsen Hunan, i den södra delen av landet, omkring 130 kilometer nordväst om provinshuvudstaden Changsha. Shaojiwa ligger 27 meter över havet. Arean är 2,6 kvadratkilometer. Trakten runt Shaojiwa består huvudsakligen av våtmarker. Den sträcker sig 2,6 kilometer i nord-sydlig riktning, och 2,0 kilometer i öst-västlig riktning.
Genomsnittlig årsnederbörd är 1 680 millimeter. Den regnigaste månaden är maj, med i genomsnitt 312 mm nederbörd, och den torraste är december, med 46 mm nederbörd.